# Diaphania
Diaphania é um gênero de mariposa pertencente à família Crambidae.